# Nature Reviews Immunology
Nature Reviews Immunology, abgekürzt Nat. Rev. Immunol., ist eine Fachzeitschrift, die von der Nature Publishing Group herausgegeben wird. Die Erstausgabe erschien im Oktober 2001. Derzeit werden zwölf Ausgaben im Jahr publiziert. Die Zeitschrift veröffentlicht Reviews aus allen Bereichen der Immunologie.
Folgende Themen werden berücksichtigt:
- Allergie und Asthma
- Autoimmunität
- Antigenprozessierung und -präsentation
- Apoptose im Immunsystem
- Chemokine und Chemokinrezeptoren
- Entwicklung und Funktion der Zellen des Immunsystems
- Hämatopoese
- Infektion und Immunität
- Immuntherapie
- Regulation des Immunsystems
- Signalwege im Immunsystem
- Transplantation
- Tumorimmunologie
- Zytokine und Zytokinrezeptoren

Der Impact Factor des Journals lag im Jahr 2014 bei 34,985. Nach der Statistik des ISI Web of Knowledge wird das Journal mit diesem Impact Factor in der Kategorie Immunologie an zweiter Stelle von 148 Zeitschriften geführt.
Chefherausgeberin ist Lucy Bird, die beim Verlag angestellt ist.